# Zhetiqara Qalasy
Zhetiqara Qalasy är ett distrikt i Kazakstan.   Det ligger i oblystet Qostanaj, i den nordvästra delen av landet, 700 km väster om huvudstaden Astana. Antalet invånare är 50 805. Arean är 7 312 kvadratkilometer.
Terrängen i Zhetiqara Qalasy är platt.